# Bo mạch đồ họa tích hợp
Bảng mạch đồ họa tích hợp hay Card màn hình Onboard, Thẻ đồ hoạ trên bảng (Onboard Graphics Card) và Bộ xử lí đồ họa trên bảng là tên gọi chung của một linh kiện phần cứng của máy tính để bàn (đối với máy bộ) và máy dựng, (đối với loại bảng mạch chủ được tích hợp sẵn thẻ trên bảng mạch của máy tính đó) và máy tính xách tay dòng phổ thông và giá rẻ dùng để xử lí hình ảnh.

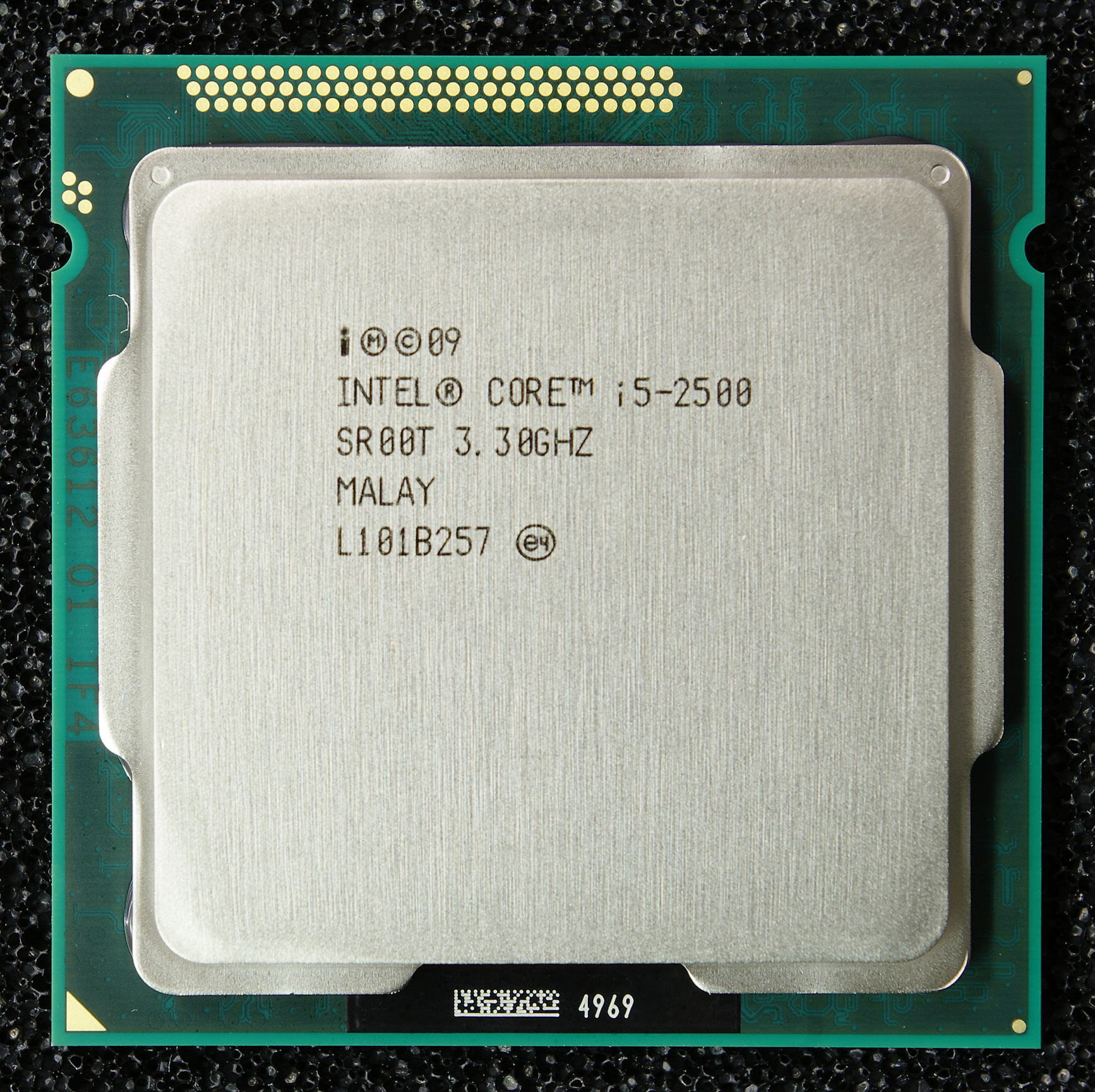
Hình ảnh CPU Intel Core i5 thế hệ thứ 2 (Sandy Bridge) đi kèm với thẻ đồ hoạ Onboard Intel HD Graphics 2000.

- Loại linh kiện này thường được gọi với tên dân dã là card màn hình onboard, là 1 trong hai loại phần cứng chịu trách nhiệm xử lí hình ảnh quan trọng. Tuy nhiên thì thường chúng ta thấy những loại bảng mạch đồ hoạ trong thùng máy tính để bàn thì đa số sử dụng bảng mạch đồ hoạ độc lập, còn trên máy tính xách tay (laptop), (đối với dòng máy phổ thông và giá rẻ) thì loại linh kiện này sẽ xuất hiện nhiều hơn.
- Thẻ đồ họa tích hợp (Thẻ đồ hoạ trên bảng): là loại thẻ được tích hợp trên bảng mạch chủ của máy tính (đối với máy tính để bàn) và cụ thể hơn nó được tích hợp vào luôn trong CPU (đối với máy tính xách tay) và máy tính để bàn có chip CPU rời.

## Phần ưu điểm và khuyết điểm củabo mạch đồ họa tích hợp
- Ưu điểm: Ưu điểm của loại linh kiện này là sẽ giảm giá thành chiếc máy tính xuống so với một chiếc máy tính cũng cùng cấu hình đó nhưng được trang bị card màn hình rời. Việc sử dụng cơ bản của một người dùng máy tính thông thường (gõ văn bản, lướt web, chơi game nhẹ, xem phim thì card onboard đã đáp ứng đủ các nhu cầu trên.
- Khuyết điểm: Card đồ họa tích hợp sử dụng sức mạnh của CPU cùng bộ nhớ RAM để hỗ trợ giúp xử lý hình ảnh. Chính vì vậy mà việc xử lý đồ họa của card màn hình onboard thường không bằng card rời và card màn hình onboard thường không được thiết kế để làm các tác vụ nặng như chơi game nặng, làm việc với phần mềm yêu cầu phần cứng mạnh, edit video và v.v, chỉ phù hợp với các tác vụ của người dùng cơ bản, còn người dùng cao cấp thì có thể lựa chọn dòng card màn hình rời.
- Lưu ý: Ở dòng máy tính để bàn Workstation (Máy trạm) thì thường sẽ được trang bị card màn hình rời mà không phải onboard vì dòng máy này được thiết kế để thực hiện các tác vụ nặng, trong khi đó onboard không phải là một sự lựa chọn tốt vì nó sinh ra không được thiết kế để làm các tác vụ nặng. Trong trường hợp này thì card màn hình rời sẽ đáp ứng đủ các nhu cầu trên.

## Các trường hợp biến thể
- Đối với card màn hình onboard thì cũng sẽ có 2 biến thể:
  - Trường hợp là card rời nhưng được đóng theo kiểu card màn hình onboard (Trường hợp này chỉ có trên máy tính xách tay)
  - Có trường hợp máy tính xách tay được trang bị card màn hình rời nhưng lại rất mỏng nhẹ, tại sao? Card rời thực tế nó là một bo mạch riêng biệt và có bộ xử lí đồ họa, bộ nhớ Video RAM và quạt tản nhiệt và thường được lắp cho máy tính để bàn. Vậy máy tính xách tay thì sao? Câu trả lời rất đơn giản, thay vì làm một khe cắm và lắp card lên đó, để tiết kiệm thời gian, công sức và để đảm bảo tính gọn gàng và mỏng nhẹ của máy tính xách tay thì nhà sản xuất sẽ lấy con chip của card màn hình này và hàn chết trên một khu vực riêng biệt trên bo mạch chủ (chính vì thế mà cái tên card màn hình rời trên máy tính xách tay được ra đời, thay vì lắp một bo mạch riêng biệt chứa chip xử lí đồ họa rời thì nhà sản xuất sẽ lấy con chip này và tích hợp lên một khu vực riêng biệt trên bo mạch chủ, tức rời ra và không dính dáng gì CPU và RAM giống như card màn hình onboard). Tuy nhiên mà cũng chính vì thế Bo mạch đồ họa độc lập trên máy tính xách tay rất khó thay thế do hàn chết trên bo mạch chủ.
- Vậy Video RAM sẽ nằm ở đâu vì chip xử lí đồ họa của card màn hình rời sẽ đi đôi chung với Video RAM nằm trên cùng bo mạch chủ?
  - Câu trả lời là nhà sản xuất sẽ tích hợp luôn Video RAM lên trên con chip xử lí màn hình riêng biệt.
- Trường hợp thứ hai: Đây chính là loại linh kiện mà bài viết hướng đến.
- Vậy tại sao nó lại có tên là bo mạch đồ họa tích hợp?
  - Thực tế là chẳng có bo mạch nào ở đây cả. Đây chỉ là tên khoa học của loại phần cứng này thôi.